# Brookline (Nuevo Hampshire)
Brookline es un pueblo ubicado en el condado de Hillsborough en el estado estadounidense de Nuevo Hampshire. En el Censo de 2010 tenía una población de 4.991 habitantes y una densidad poblacional de 95,71 personas por km².

## Geografía
Brookline se encuentra ubicado en las coordenadas 42°44′0″N 71°40′33″O / 42.73333, -71.67583. Según la Oficina del Censo de los Estados Unidos, Brookline tiene una superficie total de 52.15 km², de la cual 51.21 km² corresponden a tierra firme y (1.79%) 0.93 km² es agua.

## Demografía
Según el censo de 2010, había 4.991 personas residiendo en Brookline. La densidad de población era de 95,71 hab./km². De los 4.991 habitantes, Brookline estaba compuesto por el 96.49% blancos, el 0.26% eran afroamericanos, el 0.22% eran amerindios, el 1.24% eran asiáticos, el 0.02% eran isleños del Pacífico, el 0.18% eran de otras razas y el 1.58% pertenecían a dos o más razas. Del total de la población el 2% eran hispanos o latinos de cualquier raza.